# 全野女王
全野女王（またのじょおう/またののおおきみ、生年不明 - 天長8年11月10日（831年12月17日））は、奈良時代から平安時代にかけての皇族。系譜は未詳。位階は正四位下。

## 生涯
桓武朝の延暦9年（790年）11月、八上女王とともに従四位下を授けられる。選叙令によると无位から従四位下叙位は親王の子の扱いである。翌10年（791年）9月には「孫王の例に預る」として、正式に皇孫扱いとなった。
淳和朝の天長8年（831年）11月、正四位下で卒去。

## 官歴
『六国史』による
- 延暦9年（790年）11月19日：従四位下
- 延暦10年（791年）9月2日：孫王扱いになる
- 時期不詳：正四位下
- 天長8年（831年）11月10日：卒去